# Список літаків Імперської армії Японії
Список літаків Імперської армії Японії містить перелік усіх літальних апаратів, які використовувались або розглядались до використання Імперською армією Японії (в 1925 року були виділений окремий вид військ — Військово-повітряними сили) до 1945 року, коли Японська імперія перестала існувати.

## Система позначень
Початково армійська авіація Японії використовувала декілька систем позначення літаків, переважно — заводські позначення.
У 1927 році була введена «довга» нумерація, яка включала в себе тип літака та рік прийняття на озброєння за японською системою літочислення (останні дві цифри).
Наприклад, Nakajima Ki-27, прийнятий на озброєння у 1937 році (що відповідає 2597 року японського літочислення), отримав позначення «Армійський винищувач Тип 97», Mitsubishi Ki-21 отримав позначення «Важкий армійський бомбардувальник Тип 97».
Щоб уникнути плутанини, коли в один рік приймались два літаки одного типу, в назву включали слова «Одно/дво/чотиримоторний» або «Одно/двомісний».
У 1932 році паралельно була введена «коротка нумерація», яка включала позначення Ki (від слова Kitai — Конструкція) і порядковий номер. Моделі літака позначались римськими цифрами, модифікації — ієрогліфами (в західній літературі їх замінили латинськими буквами):
- «Kai» (A) — зміни в конструкції планера
- «Ko» (B) — зміни в силовій установці
- «Otsu» (C) — зміни в обладнанні чи призначенні літака
- «Hei» (D) — зміни в озброєнні

Спочатку нумерація Ki була наскрізною, але з 1944 року вона стала довільною, щоб увести в оману розвідку союзників.
Крім того, після вступу Японії у Другу світову війну літаки отримали короткі власні назви. Це полегшувало передачу інформації в бойовій обстановці. Крім того, такі короткі та яскраві назви використовувались у пропаганді.
І якщо флот дотримувався певної системи при виборі власних назв, то армія давала такі назви цілком довільно.
Планери отримали позначення Ku (Kuraida — планер). Для деяких типів літальних апаратів використовувалась фірмові позначення, наприклад Ka для автожирів (Kayaba Ka-1).
Свою нумерацію мали ракети, але для ракет I-Go-A та I-Go-B використали позначення Ki-147 та Ki-148 відповідно, щоб увести в оману розвідку союзників.

## Список літаків

### Авіація армії (до 1932 року)
| Назва                                              | Розробник                             | Примітка                                |
| -------------------------------------------------- | ------------------------------------- | --------------------------------------- |
| Кайшікі №1-4                                       | ТГДВА                                 | Експериментальний розвідувальний біплан |
| Армійський літак типу Мо 3 року                    | ТГДВА                                 | Розвідувальний біплан                   |
| Кайшікі №5-6                                       | ТГДВА                                 | Експериментальний розвідувальний біплан |
| Кайшікі №7 малий аероплан                          | ТГДВА                                 | Експериментальний біплан-винищувач      |
| Розвідувальний літак тип Мо-4                      | ТГДВА                                 | Розвідувальний і навчальний біплан      |
| Сейшікі-1                                          | ТГДВА                                 | Експериментальний біплан                |
| Армійський літак тип Mo-5                          | ТГДВА                                 | Навчальний біплан                       |
| Армійський літак тип Mo-6                          | ТГДВА                                 | Біплан                                  |
| Навчальний літак H-3                               | ТГДВА                                 | Навчальний біплан                       |
| Сейшікі-2                                          | ТГДВА                                 | Експериментальний біплан                |
| Рульовий літак Тип 3                               | ТГДВА                                 | Нелітаючий апарат для навчання руління  |
| Кошікі-1                                           | Авіаційний відділ Армії (Токородзава) | Експериментальний розвідувальний біплан |
| Кошікі-2                                           | Токородзава                           | Експериментальний біплан-винищувач      |
| Кошікі A-3                                         | Токородзава                           | Дальній біплан-винищувач                |
| Експериментальний армійський винищувач тип 3       | Токородзава                           | Експериментальний біплан-винищувач      |
| Експериментальний тримісний легкий бомбардувальник | Токородзава                           | Експериментальний біплан-винищувач      |
| Оцу-1                                              | Kawasaki                              | Розвідувальний біплан                   |
| KDA-3                                              | Kawasaki                              | Проєкт винищувача-моноплана             |
| Ka 87                                              | Kawasaki                              | Важкий бомбардувальник                  |
| Type 88 (розвідувальний літак)                     | Kawasaki                              | Розвідувальний біплан                   |
| Type 88 (бомбардувальник)                          | Kawasaki                              | Легкий бомбардувальник                  |
| Type 92                                            | Kawasaki                              | Винищувач-біплан                        |
| KDA-6                                              | Kawasaki                              | Проєкт одномоторного розвідника         |

### Авіація ВПС (після 1932 року)
| Назва  | Розробник  | Довга назва                                           | Власна назва                | Кодова назва союзників                                            | Примітка                                                                                       |
| ------ | ---------- | ----------------------------------------------------- | --------------------------- | ----------------------------------------------------------------- | ---------------------------------------------------------------------------------------------- |
| Ki-1   | Mitsubishi | Важкий армійський бомбардувальник Тип 93              |                             |                                                                   | Двомоторний біплан                                                                             |
| Ki-2   | Mitsubishi | Легкий армійський двомоторний бомбардувальник Тип 93  |                             | «Луїза» (англ. Louise)                                            | Японський варіант Junkers К 37                                                                 |
| Ki-3   | Kawasaki   | Легкий армійський одномоторний бомбардувальник Тип 93 |                             |                                                                   | Біплан                                                                                         |
| Ki-4   | Nakajima   | Армійський розвідувальний літак Тип 94                |                             |                                                                   | Одномоторний біплан                                                                            |
| Ki-5   | Kawasaki   |                                                       |                             |                                                                   | Експериментальний винищувач, в серії не був                                                    |
| Ki-6   | Nakajima   | Армійський навчальний літак Тип 95                    |                             |                                                                   | Японський варіант Fokker Super Universal                                                       |
| Ki-7   | Mitsubishi | Навчальний літак морський Тип 90 Модель 2             |                             |                                                                   | Навчальний та військово-транспортний літак Армійський варіант флотського літака Mitsubishi K3M |
| Ki-8   | Nakajima   |                                                       |                             |                                                                   | Експериментальний одномоторний двомісний моноплан                                              |
| Ki-9   | Tachikawa  | Перехідний навчальний літак армійський Тип 95-1       |                             | «Спрюс» (англ. Spruce)                                            |                                                                                                |
| Ki-10  | Kawasaki   | Армійський винищувач Тип 95                           |                             | «Перрі» (англ. Perry) «И-95» (СРСР)                               |                                                                                                |
| Ki-11  | Nakajima   |                                                       |                             |                                                                   | Експериментальний винищувач, у серію не пішов                                                  |
| Ki-12  | Nakajima   |                                                       |                             |                                                                   | Експериментальний винищувач, у серію не пішов                                                  |
| Ki-13  | Nakajima   |                                                       |                             |                                                                   | Експериментальний зв'язковий літак (проєкт)                                                    |
| Ki-14  | Mitsubishi |                                                       |                             |                                                                   | Експериментальний зв'язковий літак (проєкт)                                                    |
| Ki-15  | Mitsubishi | Армійський розвідник Тип 97                           |                             | «Бебз» (англ. Babs) «Р-97» (СРСР)                                 |                                                                                                |
| Ki-16  | Nakajima   |                                                       |                             |                                                                   | Експериментальний транспортний літак (проєкт)                                                  |
| Ki-17  | Tachikawa  | Армійський навчальний літак Тип 95                    |                             | «Сідер» (англ. Cedar)                                             |                                                                                                |
| Ki-18  | Mitsubishi |                                                       |                             |                                                                   | Армійський варіант флотського винищувача Mitsubishi A5M                                        |
| Ki-19  | Nakajima   |                                                       |                             |                                                                   | Важкий бомбардувальник (проєкт)                                                                |
| Ki-20  | Mitsubishi | Надважкий бомбардувальник Тип 92                      |                             |                                                                   | Розроблений на основі Junkers К 51                                                             |
| Ki-21  | Mitsubishi | Важкий армійський бомбардувальник Тип 97              |                             | «Саллі» (англ. Sally) «Гвен» (англ. Gwen) (модифікація Ki-21-IIb) |                                                                                                |
| Ki-22  | Kawasaki   |                                                       |                             |                                                                   | Експериментальний важкий бомбардувальник (проєкт)                                              |
| Ki-23  | Fukuda     |                                                       |                             |                                                                   | Навчальний планер                                                                              |
| Ki-24  | Tachikawa  |                                                       |                             |                                                                   | Армійський планер                                                                              |
| Ki-25  | Tachikawa  |                                                       |                             |                                                                   | Навчальний планер                                                                              |
| Ki-26  | Tachikawa  |                                                       |                             |                                                                   | Навчальний планер                                                                              |
| Ki-27  | Nakajima   | Армійський винищувач Тип 97                           |                             | «Нейт» (англ. Nate) «Абдул» (англ. Abdul) «И-97» (СРСР)           |                                                                                                |
| Ki-28  | Kawasaki   |                                                       |                             | «Боб» (англ. Bob)                                                 | Експериментальний винищувач                                                                    |
| Ki-29  | Tachikawa  |                                                       |                             |                                                                   | Експериментальний легкий бомбардувальник (проєкт)                                              |
| Ki-30  | Mitsubishi | Легкий армійський бомбардувальник Тип 97              |                             | «Енн» (англ. Ann) «ЛБ-97» (СРСР)                                  |                                                                                                |
| Ki-31  | Nakajima   |                                                       |                             |                                                                   | Експериментальний легкий бомбардувальник (проєкт)                                              |
| Ki-32  | Kawasaki   | Легкий армійський бомбардувальник Тип 98              |                             | «Мері» (англ. Mary)                                               |                                                                                                |
| Ki-33  | Mitsubishi | Легкий армійський бомбардувальник Тип 98              |                             |                                                                   | Армійський варіант флотського винищувача Mitsubishi A5M                                        |
| Ki-34  | Nakajima   | Армійський транспортний літак Тип 97                  |                             | «Тора» (англ. Thora)                                              | Розроблений на базі Douglas DC-2                                                               |
| Ki-35  | Mitsubishi |                                                       |                             |                                                                   | Експериментальний штурмовик (проєкт)                                                           |
| Ki-36  | Tachikawa  | Армійський літак безпосередньої підтримки Тип 98      |                             | «Іда» (англ. Ida)                                                 | Штурмовик                                                                                      |
| Ki-37  | Nakajima   |                                                       |                             |                                                                   | Експериментальний двомоторний винищувач (проєкт)                                               |
| Ki-38  | Kawasaki   |                                                       |                             |                                                                   | Експериментальний двомоторний винищувач (проєкт)                                               |
| Ki-39  | Mitsubishi |                                                       |                             |                                                                   | Експериментальний двомоторний винищувач (проєкт)                                               |
| Ki-40  | Mitsubishi |                                                       |                             |                                                                   | Експериментальний розвідник (проєкт)                                                           |
| Ki-41  | Nakajima   |                                                       |                             |                                                                   | Експериментальний швидкісний транспортний літак (проєкт)                                       |
| Ki-42  | Mitsubishi |                                                       |                             |                                                                   | Експериментальний бомбардувальник (проєкт)                                                     |
| Ki-43  | Nakajima   | Армійський винищувач Тип 1                            | «Хаябуса» («Сапсан»)        | «Оскар» (англ. Oscar)                                             |                                                                                                |
| Ki-44  | Nakajima   | Армійський одномісний винищувач Тип 2                 | «Секі» («Демон»)            | «Тоджо» (англ. Tojo)                                              |                                                                                                |
| Ki-45  | Kawasaki   | Армійський двомісний винищувач Тип 2                  | «Торю» («Драконоборець»)    | «Нік» (англ. Nick)                                                |                                                                                                |
| Ki-46  | Mitsubishi | Армійський розвідувальний літак Тип 100               |                             | «Діна» (англ. Dinah)                                              |                                                                                                |
| Ki-47  | Mitsubishi |                                                       |                             |                                                                   | Експериментальний легкий бомбардувальник (проєкт)                                              |
| Ki-48  | Kawasaki   | Легкий армійський бомбардувальник Тип 99              |                             | «Лілі» (англ. Lily)                                               |                                                                                                |
| Ki-49  | Nakajima   | Важкий армійський бомбардувальник Тип 100             | «Донрю» («Ширяючий дракон») | «Хелен» (англ. Helen)                                             |                                                                                                |
| Ki-50  | Mitsubishi |                                                       |                             |                                                                   | Експериментальний важкий бомбардувальник (проєкт)                                              |
| Ki-51  | Mitsubishi | Армійський штурмовик Тип 99                           |                             | «Соня» (англ. Sonia)                                              |                                                                                                |
| Ki-52  | Nakajima   |                                                       |                             |                                                                   | Експериментальний пікіруючий бомбардувальник (проєкт)                                          |
| Ki-53  | Nakajima   |                                                       |                             |                                                                   | Експериментальний двомоторний бомбардувальник (проєкт)                                         |
| Ki-54  | Tachikawa  | Армійський літак підвищеної льотної підготовки Тип 1  |                             | «Гікорі» (англ. Hickory)                                          |                                                                                                |
| Ki-55  | Tachikawa  | Армійський літак підвищеної підготовки Тип 99         |                             | «Іда» (англ. Ida)                                                 |                                                                                                |
| Ki-56  | Kawasaki   | Армійський вантажний літак Тип 1                      |                             | «Талія» (англ. Thalia)                                            |                                                                                                |
| Ki-57  | Mitsubishi | Армійський транспортний літак Тип 100                 |                             | «Топсі» (англ. Topsy)                                             |                                                                                                |
| Ki-58  | Nakajima   |                                                       |                             |                                                                   | Прототип ескортного винищувача на базі Nakajima Ki-49                                          |
| Ki-59  | Kokusai    | Армійський транспортний літак Тип 1                   |                             | «Тереза» (англ. Theresa)                                          |                                                                                                |
| Ki-60  | Kawasaki   |                                                       |                             |                                                                   | Винищувач-перехоплювач (проєкт)                                                                |
| Ki-61  | Kawasaki   | Армійський винищувач тип 3                            | «Хіюн» («Ластівка»)         | «Тоні» (англ. Tony)                                               |                                                                                                |
| Ki-62  | Nakajima   |                                                       |                             |                                                                   | Експериментальний винищувач (проєкт)                                                           |
| Ki-63  | Nakajima   |                                                       |                             |                                                                   | Експериментальний винищувач (проєкт)                                                           |
| Ki-64  | Kawasaki   |                                                       |                             | «Роб» (англ. Rob)                                                 | Експериментальний винищувач (проєкт)                                                           |
| Ki-65  | Mansyu     |                                                       |                             |                                                                   | Експериментальний винищувач (проєкт)                                                           |
| Ki-66  | Kawasaki   |                                                       |                             |                                                                   | Експериментальний пікіруючий бомбардувальник(проєкт)                                           |
| Ki-67  | Mitsubishi | Важкий армійський бомбардувальник Тип 4               | «Хірю» («Літаючий дракон»)  | «Пегі» (англ. Peggy)                                              |                                                                                                |
| Ki-68  | Nakajima   |                                                       |                             |                                                                   | Проєкт армійського бомбардувальника на базі Nakajima G5N                                       |
| Ki-69  | Nakajima   |                                                       |                             |                                                                   | Проєкт важкого ескортного винищувача на базі Mitsubishi Ki-67                                  |
| Ki-70  | Tachikawa  |                                                       |                             | «Клара» (англ. Clara)                                             | Проєкт швидкісного літака-розвідника                                                           |
| Ki-71  | Mansyu     |                                                       |                             | «Една» (англ. Edna)                                               | Проєкт тактичного літака-розвідника на базі Mitsubishi Ki-51                                   |
| Ki-72  | Tachikawa  |                                                       |                             |                                                                   | Проєкт штурмовика на базі Tachikawa Ki-36                                                      |
| Ki-73  | Mitsubishi |                                                       |                             |                                                                   | Експериментальний винищувач (проєкт)                                                           |
| Ki-74  | Tachikawa  |                                                       |                             | «Петсі» (англ. Patsy)                                             | Експериментальний висотний дальній бомбардувальник                                             |
| Ki-75  | Nakajima   |                                                       |                             |                                                                   | Експериментальний двомоторний висотний перехоплювач (проєкт)                                   |
| Ki-76  | Kokusai    | Армійський зв'язковий літак Тип 3                     |                             | «Стелла» (англ. Stella)                                           |                                                                                                |
| Ki-77  | Tachikawa  |                                                       |                             |                                                                   | Експериментальний літак дальнього радіуса дії                                                  |
| Ki-78  | Kawasaki   |                                                       |                             |                                                                   | Експериментальний швидкісний розвідник                                                         |
| Ki-79  | Mansyu     | Навчальний літак Тип 2                                |                             |                                                                   |                                                                                                |
| Ki-80  | Nakajima   |                                                       |                             |                                                                   | Літаючий командний пункт на базі Nakajima Ki-49                                                |
| Ki-81  | Kawasaki   |                                                       |                             |                                                                   | Експериментальний багатомісний винищувач на базі Kawasaki Ki-48 (проєкт)                       |
| Ki-82  | Nakajima   |                                                       |                             |                                                                   | Експериментальний бомбардувальник (проєкт)                                                     |
| Ki-83  | Mitsubishi |                                                       |                             |                                                                   | Експериментальний дальній винищувач                                                            |
| Ki-84  | Nakajima   | Армійський винищувач Тип 4                            | «Хаяте» («Шторм»)           | «Френк» (англ. Frank)                                             |                                                                                                |
| Ki-85  | Kawasaki   |                                                       |                             |                                                                   | Проєкт армійського бомбардувальника на базі флотського Nakajima G5N                            |
| Ki-86  | Kokusai    | Армійський літак початкової підготовки Тип 4          |                             |                                                                   | Армійський варіант флотського Kyushu K9W                                                       |
| Ki-87  | Nakajima   |                                                       |                             |                                                                   | Експериментальний висотний винищувач-перехоплювач                                              |
| Ki-88  | Kawasaki   |                                                       |                             |                                                                   | Експериментальний висотний винищувач-перехоплювач                                              |
| Ki-89  | Kawasaki   |                                                       |                             |                                                                   | Експериментальний літак (проєкт)                                                               |
| Ki-90  | Mitsubishi |                                                       |                             |                                                                   | Експериментальний бомбардувальник (проєкт)                                                     |
| Ki-91  | Kawasaki   |                                                       |                             |                                                                   | Стратегічний бомбардувальник (проєкт)                                                          |
| Ki-92  | Tachikawa  |                                                       |                             |                                                                   | Експериментальний транспортний літак                                                           |
| Ki-93  | Rikugun    |                                                       |                             |                                                                   | Експериментальний важкий винищувач                                                             |
| Ki-94  | Tachikawa  |                                                       |                             |                                                                   | Експериментальний висотний винищувач                                                           |
| Ki-95  | Mitsubishi |                                                       |                             |                                                                   | Експериментальний розвідник на базі Mitsubishi Ki-83 (проєкт)                                  |
| Ki-96  | Kawasaki   |                                                       |                             |                                                                   | Експериментальний двомоторний винищувач                                                        |
| Ki-97  | Mitsubishi |                                                       |                             |                                                                   | Експериментальний транспортний літак на базі Mitsubishi Ki-67 (проєкт)                         |
| Ki-98  | Mansyu     |                                                       |                             |                                                                   | Експериментальний штурмовик-винищувач                                                          |
| Ki-99  | Mitsubishi |                                                       |                             |                                                                   | Експериментальний винищувач-перехоплювач (проєкт)                                              |
| Ki-100 | Kawasaki   | Армійський винищувач Тип 5                            |                             |                                                                   |                                                                                                |
| Ki-101 | Nakajima   |                                                       |                             |                                                                   | Експериментальний двомоторний нічний винищувач (проєкт)                                        |
| Ki-102 | Kawasaki   | Армійський штурмовик Тип 4                            |                             | «Ренді» (англ. Randy)                                             |                                                                                                |
| Ki-103 | Mitsubishi |                                                       |                             |                                                                   | Експериментальний винищувача на базі Mitsubishi Ki-83 (проєкт)                                 |
| Ki-104 | Tachikawa  |                                                       |                             |                                                                   | Експериментальний винищувач на базі Tachikawa Ki-94 (проєкт)                                   |
| Ki-105 | Kokusai    |                                                       | «Охторі» (Фенікс")          |                                                                   | Експериментальний транспортний літак на базі Kokusai Ku-7                                      |
| Ki-106 | Tachikawa  |                                                       |                             |                                                                   | Суцільнодерев'яний варіант Nakajima Ki-84                                                      |
| Ki-107 | Tokyo Koku |                                                       |                             |                                                                   | Експериментальний навчальний літак                                                             |
| Ki-108 | Kawasaki   |                                                       |                             |                                                                   | Експериментальний нічний висотний винищувач на базі Kawasaki Ki-102                            |
| Ki-109 | Mitsubishi |                                                       |                             |                                                                   | Важкий двомоторний винищувач на базі Mitsubishi Ki-67                                          |
| Ki-110 | Tachikawa  |                                                       |                             |                                                                   | Суцільнодерев'яний варіант транспортного літака Tachikawa Ki-54 (проєкт)                       |
| Ki-111 | Tachikawa  |                                                       |                             |                                                                   | Проєкт літака-заправника на базі Tachikawa Ki-54                                               |
| Ki-112 | Mitsubishi |                                                       |                             |                                                                   | Важкий суцільнодерев'яний ескортний винищувач на базі Mitsubishi Ki-67 (проєкт)                |
| Ki-113 | Nakajima   |                                                       |                             |                                                                   | Проєкт винищувача Nakajima Ki-84 із заміною алюмінієвих конструкцій на сталеві                 |
| Ki-114 | Tachikawa  |                                                       |                             |                                                                   | Проєкт суцільнодерев'яного літака-заправника на базі Tachikawa Ki-54                           |
| Ki-115 | Nakajima   |                                                       | «Цуругі» («Шабля»)          |                                                                   | Бомбардувальник-камікадзе                                                                      |
| Ki-116 | Mansyu     |                                                       |                             |                                                                   | Експериментальний винищувач на базі Nakajima Ki-84                                             |
| Ki-117 | Nakajima   |                                                       |                             |                                                                   | Експериментальний винищувач на базі Nakajima Ki-84                                             |
| Ki-118 | Mitsubishi |                                                       |                             |                                                                   | Експериментальний винищувач                                                                    |
| Ki-119 | Kawasaki   |                                                       |                             |                                                                   | Легкий бомбардувальник-камікадзе (проєкт)                                                      |
| Ki-120 | Невідомо   |                                                       |                             |                                                                   | Експериментальний транспортний літак (проєкт)                                                  |
| Ki-128 | Невідомо   |                                                       |                             |                                                                   | Невідомо, можливо експериментальний винищувач (проєкт)                                         |
| Ki-147 | Kawasaki   |                                                       |                             |                                                                   | Керована бомба « I-Go-A»                                                                       |
| Ki-148 | Kawasaki   |                                                       |                             |                                                                   | Керована бомба « I-Go-B»                                                                       |
| Ki-167 | Mitsubishi |                                                       |                             |                                                                   | Бомбардувальник-камікадзе на базі Mitsubishi Ki-67                                             |
| Ki-174 | Kawasaki   |                                                       |                             |                                                                   | Експериментальний спеціальний штурмовик на базі Kawasaki Ki-48 (проєкт)                        |
| Ki-200 | Mitsubishi |                                                       | «Сюсуй» («Клинок»)          |                                                                   | Армійський реактивний винищувач на базі флотського Mitsubishi J8M (проєкт)                     |
| Ki-201 | Nakajima   |                                                       | «Карю» («Вогняний дракон»)  |                                                                   | Реактивний винищувач на базі Messerschmitt Me 262 (проєкт)                                     |
| Ki-200 | Rikugun    |                                                       |                             |                                                                   | Армійський реактивний винищувач на базі флотського Mitsubishi J8M (проєкт)                     |
| Ki-230 | Nakajima   |                                                       |                             |                                                                   | Бомбардувальник-камікадзе на базі Nakajima Ki-115 (проєкт)                                     |

Інформація про проєкти Ki-121 — Ki-127, Ki-129 — Ki-146, Ki-149 — Ki-166, Ki-168 — Ki-173, Ki-175 — Ki-199 та Ki-203 — Ki-229 відсутня.

## Список планерів
| Назва | Розробник    | Власна назва                                | Кодова назва союзників                      | Примітка                  |
| ----- | ------------ | ------------------------------------------- | ------------------------------------------- | ------------------------- |
| Ku-1  | Maeda        |                                             |                                             |                           |
| Ku-2  | Kayaba       |                                             |                                             |                           |
| Ku-3  | Kayaba       |                                             |                                             |                           |
| Ku-4  | Kayaba       |                                             |                                             |                           |
| Ku-5  | Fukuda       |                                             |                                             |                           |
| Ku-6  | Maeda        |                                             |                                             | Літаючий танк (проєкт)    |
| Ku-7  | Kokusai      | «Маназуру» («Журавель»)                     | «Базард» (англ. Buzzard)                    | Планер-заправник (проєкт) |
| Ku-8  | Kokusai      | Важкий армійський транспортний планер Тип 4 | «Гус» (англ. Goose) «Гендер» (англ. Gander) |                           |
| Ku-9  | Fukuda       |                                             |                                             |                           |
| Ku-10 | Maeda        |                                             |                                             |                           |
| Ku-11 | Nihon Kogata |                                             |                                             | Експериментальний планер  |
| Ku-12 | Fukuda       |                                             |                                             |                           |
| Ku-13 | Yokosuka     |                                             |                                             | Експериментальний планер  |
| Ku-14 | Nihon Kogata |                                             |                                             |                           |